# Pagan's Mind
Pagan's Mind é uma banda de power metal e metal progressivo oriunda da Noruega e formada em 2000.

## Biografia
Pagans Mind foi criado no verão de 2000 pelo vocalista Nils K. Rue, pelo baterista Stian L. Kristoffersen e pelo guitarrista Thorstein Aaby. Stian Kristoffersen conhecia o baixista Steinar Krokmo e convidou-o a juntar-se á banda. Pouco depois a formação da banda fica completa com a entrada de Jørn Viggo Lofstad.[carece de fontes?] Apenas um mês depois, a banda começa a gravar o primeiro álbum Infinity Divine. Depois da gravação desde álbum, Ronny Tegner, que gravou os teclados, decidiu juntar-se á banda.  Infinity Divine é apresentado em novembro de 2000, pela Voices Of Wonder Records. 
No verão de 2002 assinam com a Limb Music Productions, uma prestigiada editora alemã. Em novembro desse ano é lançado o segundo álbum da banda, Celestial Entrance, que foi gravado entre janeiro e março. Em 2005 a banda apresenta Enigmatic: Calling, "álbum conceitual sobre a origem da humanidade, e a possibilidade de a humanidade moderna ser uma criação de uma inteligência alienígena há milhares de anos", destaca seu site oficial. Com a boa recepção deste álbum, a banda se apresentou no festival Prog Power Europe e no Sweden Rock Festival, realizando também  uma turnê na Inglaterra.
Em 2007 é lançado God's Equation, que possui um cover de David Bowie: Hallo Spaceboy. Ainda nesse ano falece o guitarrista Thorstein Aaby, presente na formação dos dois primeiros álbuns da banda.[carece de fontes?] No ano seguinte a banda realiza turnê junto das bandas Sonata Arctica e Vanishing Point. Se apresentam também no prestigiado festival Prog Power USA em 2009. Nesse mesmo ano é lançado em CD e DVD o álbum Live Equation, que possui registro da apresentação em 2008 no Rockefeller Music Hall, em Oslo, Noruega, bem como de músicas tocadas no Prog Power USA de 2007.[carece de fontes?]
Em 2011 é lançado pela SPV/Steamhammer o sexto trabalho do grupo, Heavenly Ecstasy. O álbum foi mixado por Stefan Glaumann no Toytown Studios, em Estocolmo, Suécia. Em agosto de 2014 o Pagan's Mind lançou uma campanha de crowdfunding para financiar seu próximo lançamento ao vivo chamado Full Circle - Live At Center Stage, que foi financiado com sucesso em 163% através de sua campanha no Indiegogo. O registro ao vivo foi lançado em outubro do mesmo ano em CD, DVD e BluRay, utilizando a tecnologia 4K.
Em 2016, o vocalista Nils K. Rue foi escalado para participar do novo álbum do Ayreon, The Source. Até 2017 a banda realizou poucas apresentações devido a problemas de saúde de seus integrantes. Eles retornaram no final do ano e começaram a trabalhar em um novo álbum. Em 22 de janeiro de 2018 anunciaram através de sua página no Facebook, que devido a uma situação familiar, Nils K. Rue não participaria temporariamente dos shows, e seria substituído por Ole Aleksander Wagenius, da banda Withem.

## Membros

### Atuais
- Nils K. Rue - vocais
- Jørn Viggo Lofstad - guitarra
- Stian L. Kristoffersen - bateria
- Ronny Tegner - teclado
- Steinar Krokmo - baixo

### Antigos
- Thorstein Aaby - guitarra (2000-2003)

## Discografia
| Álbuns de estúdio - 2001 - Infinity Divine - 2002 - Celestial Entrance - 2005 - Enigmatic: Calling - 2007 - God's Equation - 2011 - Heavenly Ecstasy Álbuns ao vivo - 2009 - Live Equation - 2015 - Full Circle: Live at Center Stage | Singles - Through Osiris' Eyes (Celestial Entrance) - Aegean Shores (Celestial Entrance) - Enigmatic Mission (Enigmatic: Calling) - Atomic Firelight (God's Equation) - Intermission (Heavenly Ecstasy) |

## Ligações Externas
- Site Oficial
- Página no Facebook
- Página no Youtube